# Andrzej Szomański

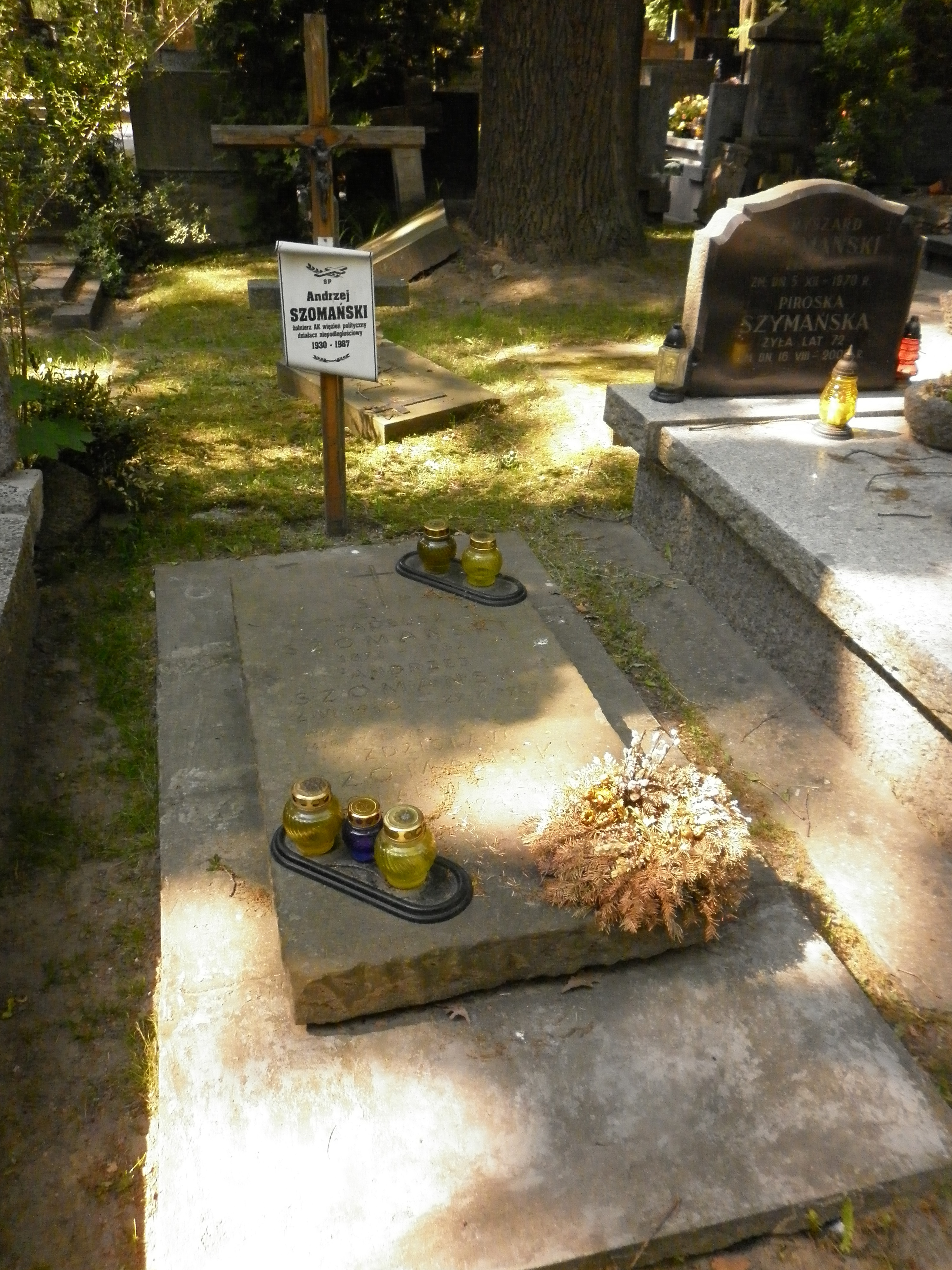
Grób Andrzeja Szomańskiego na Cmentarzu Wojskowym na Powązkach w Warszawie

Andrzej Szomański (ur. 6 czerwca 1930 w Warszawie, zm. 29 października 1987 tamże) – polski historyk, publicysta, polityk.

## Życiorys
Młodociany uczestnik powstania warszawskiego, jako członek Szarych Szeregów o pseudonimie „Żuraw”: jako łącznik-listonosz służył w Harcerskiej Poczcie Powstańczej.
Działacz opozycji w okresie PRL, więziony z przyczyn politycznych. Współzałożyciel Ruchu Obrony Praw Człowieka i Obywatela, założyciel Konfederacji Polski Niepodległej. Używał pseudonimu Zdzisław Kutnowski.
Od 1961 uczestniczył w konspiracyjnym nurcie niepodległościowym. Od 1977 był uczestnikiem ROPCiO, a w 1979 – jednym z sygnatariuszy aktu założycielskiego KPN. Był współredaktorem pism „Opinia”, „Droga”, „Gazeta Polska”. Był jednym z inicjatorów ustawienia Krzyża Katyńskiego na Cmentarzu Wojskowym na Powązkach w Warszawie w 1981. Wchodził w skład władz lokalnych (szef Obszaru Centralnego) oraz centralnych (członek Rady Politycznej) Konfederacji Polski Niepodległej.
9 marca 1985 był jednym z aresztowanych członków Rady Politycznej KPN w trakcie najścia Służby Bezpieczeństwa. W marcu 1986 został postawiony przed sądem razem z Leszkiem Moczulskim, Krzysztofem Królem, Adamem Słomką i Dariuszem Wójcikiem w drugim procesie KPN. Został skazany na 2 lata pozbawienia wolności. Opuścił więzienie po 16 miesiącach od zatrzymania w lipcu 1986, w wyniku amnestii. Po wyjściu z więzienia nie odzyskał zdrowia i po roku zmarł. Pochowany na cmentarzu Powązki Wojskowe w Warszawie (kwatera B19-3-26).
Jest patronem jednej z warszawskich ulic.